# Sonny James
Pour les articles homonymes, voir James.
James Hugh Loden (né le 1er mai 1928 et mort le 22 février 2016,,), connu sous son nom de scène Sonny James, est un auteur-compositeur-interprète américain principalement connu pour son titre de 1957 Young Love. Surnommé le « Southern Gentleman », Sonny James as soixante-douze titres country et pop classés entre 1953 et 1983.